# Nembo (cacciatorpediniere 1902)
Il Nembo è stato un cacciatorpediniere della Regia Marina.

## Storia
Dopo pochi anni di servizio, nel 1905 la nave venne sottoposta ad una prima fase di lavori di modifica dell'armamento, per uniformarla alle unità gemelle: venne rimosso il cannone singolo Vickers-Armstrongs da 76 mm, sostituito da altri due tubi lanciasiluri da 356 mm.
Nel 1909, l'unità, come del resto tutte le navi gemelle, fu sottoposta a nuovi e radicali lavori di modifica: l'alimentazione delle caldaie, inizialmente a carbone, divenne a nafta, mentre l'armamento vide la sostituzione dei cannoni da 57 mm con 4 pezzi da 76/40, e dei quattro tubi lanciasiluri da 356 mm con altrettanti da 450 mm. Anche la sagoma della nave fu profondamente modificata: dai due corti e tozzi fumaioli esistenti si passò a tre fumaioli di minori dimensioni e forma più snella.
Inquadrata nella IV Squadriglia Cacciatorpediniere (Turbine, Aquilone, Borea), la nave prese parte alla guerra italo-turca.
Il 17 aprile 1912 il Nembo rimase danneggiato in seguito ad una collisione con il gemello Turbine, ma il giorno seguente poté partecipare, insieme al Turbine stesso, agli incrociatori corazzati Vettor Pisani, Giuseppe Garibaldi, Varese e Francesco Ferruccio, all'incrociatore torpediniere Coatit ed alle torpediniere Climene, Procione, Perseo e Pegaso, al bombardamento dei forti ottomani di Gum-Galesch e Sed Ul Bahr, sullo stretto dei Dardanelli.
Il 4 maggio 1912 il Nembo ed il gemello Aquilone occuparono l'isola di Lipsos, nel futuro Dodecaneso.

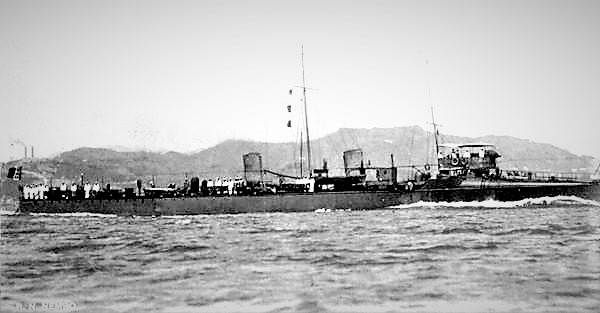
Il Nembo nella configurazione originale a due fumaioli

Alle 4 antimeridiane del 14 luglio dello stesso anno il cacciatorpediniere salpò da Stampalia, insieme al gemello Borea ed all'incrociatore Vettor Pisani, per fornire appoggio alla formazione di torpediniere (Spica, Climene, Perseo, Astore e Centauro) destinata al forzamento dello stretto dei Dardanelli, che avvenne – ritardato causa il maltempo – quattro giorni più tardi, il 18 luglio.
Nel 1914-1916, a seguito di ulteriori modifiche, sulla nave furono installate le attrezzature necessarie a posare di 10-16 mine.
All'entrata dell'Italia nella prima guerra mondiale il Nembo era caposquadriglia della V Squadriglia Cacciatorpediniere, di base a Taranto, che formava unitamente ai gemelli Turbine, Borea, Espero ed Aquilone. Comandava la nave il capitano di fregata Sorrentino.
Il 23 giugno 1916 il cacciatorpediniere, insieme al francese Casque (e, in un secondo tempo, a quattro torpediniere italiane ed al cacciatorpediniere francese Protet), partecipò alle operazioni di soccorso dei naufraghi dell'incrociatore ausiliario Città di Messina e del cacciatorpediniere francese Fourche, silurati ed affondati dal sommergibile austroungarico U 15 mentre erano in crociera di vigilanza nel canale d'Otranto (vennero salvati 302 dei 335 uomini del Città di Messina e 66 degli 85 del Fourche).
Nell'ottobre 1916 il Nembo, insieme ai cacciatorpediniere Ascaro, Borea e Garibaldino ed a 4 torpediniere, fornì protezione ed appoggio alle unità – incrociatore corazzato Francesco Ferruccio e piroscafi Choising, Polcevera, Ausonia e Bulgaria – destinate allo sbarco ed all'occupazione di Santi Quaranta, in Albania. Alle 5.15 del 2 ottobre quattro plotoni di marinai, un reparto di minatori ed uno da spiaggia del Ferruccio sbarcarono occupando rapidamente la località, dato che i 32 componenti il presidio greco non poterono che ritirarsi dopo aver protestato. Dopo aver sbarcato un battaglione di fanteria ed uno squadrone di cavalleria, alle 16 del 2 ottobre i piroscafi salparono per Valona ove imbarcarono altre truppe; il 3 ottobre Polcevera ed Ausonia sbarcarono una batteria someggiata ed un secondo squadrone di cavalleria, ed il 4 l'operazione fu completata con lo sbarco, dal Choising e dal Bulgaria, di un altro battaglione di fanteria e di un terzo squadrone di cavalleria.
Il 16 ottobre 1916 il Nembo, al comando del capitano di corvetta Russo, lasciò Valona per scortare il piroscafo Bormida diretto a Santi Quaranta con truppe a bordo. Tra Valona e Saseno il convoglio fu attaccato dal sommergibile austroungarico U 16: colpito da due siluri, il Nembo affondò rapidamente spezzato in due, nel punto 40°08' N e 19°30' E. Anche l’U 16 fu affondato durante lo scontro, sebbene la dinamica del suo affondamento non sia chiara: secondo alcune fonti il Nembo prima di affondare riuscì a speronare l'U-Boot, secondo altre fonti il sommergibile fu investito dallo scoppio delle bombe di profondità del Nembo, cadute in mare mentre la nave affondava, secondo altre affondò a seguito di una collisione con il Bormida (dell'equipaggio dell’U 16 morirono due uomini e 14 furono recuperati e fatti prigionieri da navi italiane).
Su 55 uomini che formavano l'equipaggio del Nembo, 32 affondarono con la nave o scomparvero in mare (tra di essi il comandante Russo, il comandante in seconda, tenente di vascello Ceccarelli, ed il direttore di macchina, tenente del Genio Navale Meoli). I superstiti 23 furono recuperati da navi italiane o raggiunsero la costa a nuoto, come fece un gruppo di quattro naufraghi tra i quali: Il guardiamarina Ignazio Castrogiovanni, di Palermo; Luigi Ricci, sottocapo cannoniere, di Viareggio; Emanuele Pisano, fuochista, di Pizzo Calabria; Salvatore Visalli, marinaio scelto, di Catania. I quattro rifiutarono di essere salvati da un'imbarcazione nemica (la scialuppa con i superstiti dell’U 16), raggiunsero la spiaggia a nuoto contribuendo successivamente alla cattura degli austriaci della scialuppa.